# 에네스 칸터 프리덤

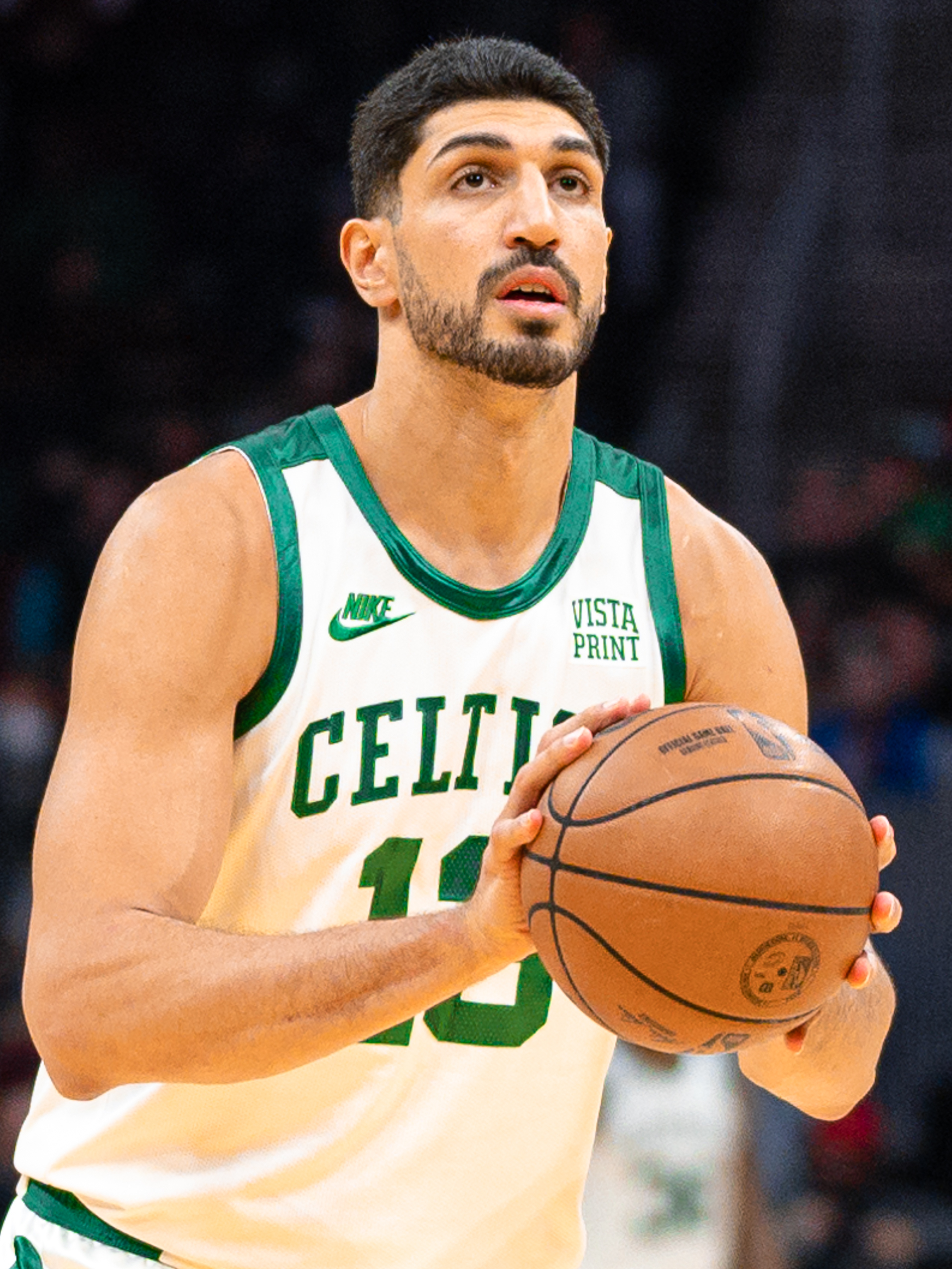

에네스 칸터 프리덤(Enes Kanter Freedom, 튀르키예어 발음: 에네스 칸테르 프리덤, [eˈnes kanˈtæɾ fɾiˈdom], 에네스 칸터, 1992년 5월 20일 ~ )은 미국 프로 농구 선수이자 NBA(전미 농구 협회)의 보스턴 셀틱스에서 마지막으로 뛰었던 인권 운동가이다. 또한 짧은 프로레슬링 경력을 갖고 있으며 전직 WWE 24/7 챔피언이기도 하다. 스위스에서 터키인 부모 사이에서 태어난 그는 터키에서 자랐으며 10대에 미국으로 이주했다. 프리덤은 2011년 NBA 드래프트 전체 3순위로 유타 재즈에 의해 지명되었다. 센터인 프리덤은 11년 동안 NBA 5개 팀에서 활약했다.

## 프로 경력
- 페네르바체 (2008-2009)
- 유타 재즈(2011~2015)
- 오클라호마시티 썬더(2015~2017)
- 뉴욕 닉스(2017~2019)
- 포틀랜드 트레일 블레이저스 (2019)
- 보스턴 셀틱스 (2019-2020)
- 포틀랜드로 복귀(2020~2021)
- 보스턴으로 복귀(2021~2022)